# 西市町
西市町（にしいちちょう）は、山口県豊浦郡にあった町。現在の下関市豊田町の中心部にあたる。本項では発足時の名称であるに豊田奥村（とよたおくそん）、町制前の名称である西市村（にしいちそん）ついても述べる。

## 地理
- 山岳 ： 麻生山、高山
- 河川 ： 木屋川

## 歴史
- 1889年（明治22年）4月1日 - 町村制の施行により、矢田村・西市町・庭田村・今出村・地吉村・大河内村・殿敷村・楢原村の区域をもって豊田奥村が発足。
- 1899年（明治32年）4月1日 - 豊田奥村が改称して西市村となる。
- 1924年（大正13年）2月11日 - 西市村が町制施行して西市町となる。
- 1954年（昭和29年）10月1日 - 殿居村・豊田中村・豊田下村と合併して豊田町が発足。同日西市町廃止。

## 交通

### 鉄道路線
- 長門鉄道（1956年廃止）
  - 長門鉄道線
    - 西市駅